# Dr. Jekyll si Dl. Hyde (film)
Dr. Jekyll si Dl. Hyde (titlu original: The Strange Case of Dr. Jekyll and Mr. Hyde) este un film american din 2006 regizat de John Carl Buechler. Rolurile principale au fost interpretate de actorii Tony Todd, Tracy Scoggins, Vernon Wells și Rebecca Grant.

## Prezentare
Dr. Henry Jekyll a reușit să vindece o primată superioară de boala acesteia cardiacă gravă. El testează serul pe el însuși, cu rezultate groaznice; el este transformat în răul Edward Hyde. Dr. Jekyll nu realizează că Hyde este o manifestare a lui însuși și dezvoltă un fel de tulburare de dedublare a personalității. Hyde ucide studente, iar Jekyll se simte vinovat de aceste crime și oferă familiilor victimelor daune de 30.000 de dolari. Hyde o violează și ucide pe șefa lui Jekyll, Donna Carew.
La o cină, prietenul lui Jekyll, Dennis Lanyon, îl vede pe colegul său transformându-se în Hyde în fața ochilor lui. Detectivul Karen Utterson și Lanyon se grăbesc să-l găsească pe Jekyll înainte de a fi prea târziu, deoarece serul îi conferă lui Hyde nemurirea. Jekyll încearcă să se predea poliției, dar Hyde nu-i va permite să meargă la închisoare, știind că va fi executat: dacă Jekyll moare, la fel și Hyde.
Jekyll se sinucide sărind de pe acoperișul spitalului, pentru a se asigura că Hyde nu va mai răni pe nimeni niciodată. Când Jekyll este pe moarte spune „A fost pentru sufletul meu”.

## Distribuție
- Tony Todd - Dr. Henry Jekyll / Edward Hyde
- Tracy Scoggins - Karen Utterson
- Vernon Wells - Dr. Dennis Lanyon
- Rebecca Grant - Linda Santiago
- Judith Shekoni - Renée
- Danielle Nicolet - Whitney Weddings
- Arloa Reston - Gloria Hatten
- Stefanie Budiman - Whitney's body double
- John Paul Fedele - Alan Ballard
- Paula Ficara - Dominio Hunter
- Peter Jason - Lt. Hamilton
- Marie Louise Jones - Valet
- Howard Kahen - Perkins
- Tyler Kain - Colleen Woodbe
- Miranda Kwok - Stacy Li
- Michelle Lee - Kim Li
- Justin Levin - Jesse
- Peter Lupus III - Gerald Poole
- Elina Madison - Cindy shivers
- Clayton Martinez - Arnold
- Mike Muscat - Night Watchman
- Grant Reynolds - Security Guard
- Deborah Shelton - Donna Carew
- Jacob Tawney - Kelsey James
- Tim Thomerson - Arnie Swift
- Nicholle Tom - Carla Hodgkiss
- Stephen Wastell - Richard Enfield
- Chris Kerner - Paramedic (nemenționat)
- Ben Solenberger - Student at Opera House Restaurant (nemenționat)